# Atomic no obon, onna oyabuntaiketsu no maki
Atomic no obon, onna oyabuntaiketsu no maki è un film del 1961 diretto da Kōzō Saeki, mai distribuito in Italia.